# Skafttjärnen (Tännäs socken, Härjedalen, 693288-132520)
Skafttjärnen är en sjö i Härjedalens kommun i Härjedalen och ingår i Ljusnans huvudavrinningsområde.